# 拉文納
拉文納（義大利語：Ravenna）是義大利艾米利亚-罗马涅區的一個城市，人口159,404人（2011年資料）。拉文納不靠海，但可以由運河通到亚得里亚海。拉文納曾是西羅馬帝國和東哥德王國的首都，現在則是拉文纳省的省會。
拉文納市轄區面積在意大利排名第二，僅次於羅馬，同時包括羅馬涅里維埃拉的九個海灘。在其歷史上，它曾先後成為西羅馬帝國（402-476）、東哥特王國（493-540）和東羅馬帝國的拉文納總督區（584-751）的首都。由於這段輝煌歷史的遺跡，拉文納最早的基督教遺址群自1996年起作為“拉文納的早期基督教古蹟”系列遺址被列入聯合國教科文組織世界遺產名錄。
20世紀下半葉，這座城市經歷了一段巨大的擴張時期。人口增長伴隨著一系列建築項目，這些項目特別集中在連接城市和亞得里亞海的坎迪亞諾運河周圍。

## 歷史

### 早期歷史
現在的拉文納範圍沒有靠海，但以前拉文納曾是對亚得里亚海很重要的海港，同時也是羅馬帝國還有早期中古世紀的行政中心。
拉文納是建在海岸潟湖的，此潟湖在十六世紀的地圖上還有出現，而古城則有數條運河通過。拉文納曾幫羅馬共和国抵抗高盧人，直到西元前一世紀拉文納在內戰幫助馬略為止，它一直是羅馬共和国的同盟。蘇拉後來把拉文納併吞到山南高盧省。拉文納也是羅馬艦隊重要的據點，它的港口還戴有拉丁文「羅馬海軍」（classis）的稱號，有城牆保護自己。城牆的遺跡「羅馬帝國海軍金門」到了十六世紀才被打掉。當時城牆的柱子被當戰利品分散在拉文納的基督教堂裡，甚至有部分被送到威尼斯去。羅馬時期的雕塑則用在洗者聖若翰堂當裝飾。
在西元402年西羅馬帝國霍諾留皇帝為了躲避哥特人首领阿拉里克的攻擊，把住所從米蘭改到拉文納。在霍諾留死後，他妹妹蓋拉·普拉奇迪亞靠著她未成年的皇帝兒子瓦倫提尼安三世幫帝國掌管拉文納。從這時起城裡開始興建多數普拉奇迪亞自己想要蓋異教的（後來都被摧毀了）以及關於基督教（多數保留）的紀念建築物。

### 拜占庭統治
在貝利撒留（東羅馬帝國皇帝查士丁尼一世下的一名將軍）征服義大利後，從公元六世紀開始，拉文納成為了拜占庭在義大利拉文納总督区首府。在那時期，也是拉文納天文手稿寫成之時。

### 中世紀
法蘭克國王丕平在教皇斯蒂芬二世的命令下進攻倫巴第人。隨後拉文納逐漸受到教皇的直接管轄，儘管大主教多次對此提出質疑。教皇阿德里安一世授權查理曼從拉文納拿走他喜歡的任何東西，並將數量不詳的羅馬圓柱、馬賽克、雕像和其他便攜式物品運往北方，以充實他的首都亞琛。
1198年，拉文納領導羅馬涅城市聯盟對抗皇帝，教皇成功制服了它。1218年戰爭結束後，特拉弗薩里家族在這座城市實施統治，一直持續到1240年。在帝國牧師的短暫統治下，拉文納於1248年回歸教皇國，並再次回歸特拉弗薩里家族，直到1275年，達波倫塔建立了他們長久以來的領地。當時拉文納最傑出的居民之一是流亡的佛羅倫薩詩人但丁。1441年2月，達波倫塔家族的最後一位統治者奧斯塔西奧三世被威尼斯共和國驅逐，根據《克雷莫納條約》，這座城市被併入威尼斯領土。
拉文納一直受威尼斯統治，直到1509年該地區在意大利戰爭期間遭到入侵。1512年，神聖同盟戰爭期間，拉文納戰役後被法國人洗劫。拉文納在文藝復興時期也被稱為拉文納怪物的誕生地。
威尼斯撤軍後，拉文納作為教皇國的一部分再次由教皇使節統治。1636年5月，這座城市在一場巨大的洪水中遭到破壞。在接下來的300年裡，運河網絡使附近的河流改道，排幹附近的沼澤，從而減少了洪水的可能性，並在城市周圍形成了大片農田帶。

### 近代史
在拜占庭人離去後，拉文納被一系列的教宗統治，除了威尼斯的另一次短暫佔領（1527-1529年）外，拉文納一直是教皇國的一部分，直到1796年被併入法國傀儡國阿爾卑斯山南部共和國（1802年起為意大利共和國，1805年起為意大利王國）。1814年，它被歸還給教皇國。1859年，拉文納和周邊羅馬涅地區被皮埃蒙特軍隊佔領，1861年，成為新統一的意大利王國的一部分。
第二次世界大戰期間，該城市遭受嚴重破壞。第二次世界大戰期間，盟軍的5次轟炸襲擊造成了人員傷亡，摧毀了拉文納一些值得注意的、無與倫比的早期基督教藝術。1944年8月，針對火車站及其支線的炸彈摧毀了聖喬瓦尼·埃萬杰利斯塔大教堂。1944年12月5日，第四路易絲公主龍騎兵衛隊、加拿大第五裝甲師和英國第二十七槍騎兵團的部隊進入並解放了拉文納。拉文納戰爭公墓共有937名在1944-45年冬天陣亡的英聯邦士兵，其中包括438名加拿大人。

## 觀光景點
當地有許多羅馬帝國晚期以及拜占庭時代的保留到現在：
- 亞略洗禮堂
- 尼安洗禮堂
- 圣维塔教堂
- 新圣亚坡理纳圣殿
- 狄奥多里克陵墓
- 加拉·普拉西提阿陵墓
- 但丁墓

## 交通

### 機場
- 拉文納機場

### 鐵路
- 拉文納車站，通往博洛尼亞、米蘭、帕爾瑪、威尼斯等地。

### 道路
- A14公路

## 氣候
| 拉文納 ( 1971 - 2000 ) | 月份 | 月份 | 月份 | 月份 | 月份 | 月份 | 月份 | 月份 | 月份 | 月份 | 月份   | 月份   | 季節  | 季節  | 季節  | 季節  | 年    |
| 拉文納 ( 1971 - 2000 ) | 一月 | 二月 | 三月 | 四月 | 五月 | 六月 | 七月 | 八月 | 九月 | 十月 | 十一月 | 十二月 | 春季  | 夏季  | 秋季  | 冬季  | 年    |
| ---------------------- | ---- | ---- | ---- | ---- | ---- | ---- | ---- | ---- | ---- | ---- | ------ | ------ | ----- | ----- | ----- | ----- | ----- |
| 平均最高溫度（℃）      | 6.2  | 8.8  | 12.7 | 16.3 | 21.7 | 25.7 | 28.7 | 28.7 | 24.5 | 18.8 | 11.6   | 7.2    | 7.4   | 16.9  | 27.7  | 18.3  | 17.6  |
| 平均溫度（°C ）        | 3.5  | 5.4  | 8.9  | 12.4 | 17.3 | 21.0 | 23.9 | 23.9 | 20.0 | 15.0 | 8.6    | 4.5    | 4.5   | 12.9  | 22.9  | 14.5  | 13.7  |
| 平均最低溫度（℃）      | 0.8  | 2.0  | 5.0  | 8.4  | 12.8 | 16.3 | 19.0 | 19.0 | 15.5 | 11.2 | 5.6    | 1.8    | 1.5   | 8.7   | 18.1  | 10.8  | 9.8   |
| 降水量（毫米）         | 32.8 | 33.5 | 46.5 | 54.8 | 42.9 | 48.3 | 37.8 | 57.8 | 69.1 | 55.7 | 64.5   | 40.5   | 106.8 | 144.2 | 143.9 | 189.3 | 584.2 |
| 雨天                   | 5    | 5    | 6    | 7    | 7    | 6    | 4    | 5    | 6    | 6    | 7      | 6      | 16    | 20    | 15    | 19    | 70    |

## 文學
拉文納曾出現在歷代文人騷客的筆墨下：
- 在被驅逐出故鄉佛羅倫斯後，但丁在拉文納度過了余生的大部分時間，他在《神曲·地獄篇》第五章中提到了這座城市。
- 同樣在16世紀，諾查丹瑪斯提供了四個預言：
  - “拉文納的馬格納瓦卡（運河）陷入了巨大的麻煩，福納塞的運河在15年前被關閉”，指的是15名法國破壞者。
  - 作為一場延伸至佩魯賈的戰斗地點，以及戰後的神聖逃亡，留下腐爛的馬匹作為食物。
  - 與“拉文納附近”一名女士被抓，然後里斯本使節在海上抓獲70條靈魂有關。
  - 拉文納是奴役斯洛文尼亞的第三個也是最後一個反基督者誕生的三個類似命名的競爭者之一。
- 拉文納是托馬斯·米德爾頓戲劇《女巫》的背景地。
- 拜倫勳爵在1819年至1821年間居住在拉文納，對當地貴族已婚年輕女子特蕾莎·吉喬利的愛情影響著他。在這裡，他寫作了《唐璜》《拉文納日記》和《我的詞典和回憶》。
- 拉文納是瑪麗·雪萊的後世界末日小說《最後一個人》的主人公萊昂內爾在愛琴海的一場呼嘯風暴中失去同伴後上岸的地方。
- 奧斯卡·王爾德於1878年寫了一首詩《拉文納》。
- 象徵主義抒情詩人亞歷山大·布洛克（1880-1921年）受其1909年春季意大利之旅的啟發，寫了一首題為《拉文納》（1909年5月至6月）的詩。
- 德國詩人兼哲學家赫爾曼·黑塞（1877-1962年）在旅行期間到訪了拉文納，並受到啟發寫下了兩首關於這座城市的詩。
- T·S·艾略特（1888-1965年）的詩《LunedeMiel》描述了一對來自印第安納的蜜月夫婦，他們睡在距離克拉塞（拉文納郊外）古老的聖阿波利納大教堂不遠的地方，這座教堂以其雕刻的首都而聞名。柱子描繪了被風吹動的老鼠葉子，與其他地方類似柱子上靜止的葉子不同。
- J·R·R·托爾金（1892-1973）至少部分地將他的米那斯提力斯城依照拉文納寫作。

## 姐妹城市
拉文納和以下城市為姐妹城市：
- 英國奇切斯特，1996
- 德国施派爾，1989
- 法國沙特爾，1957

## 外部連結
- 官方網站（页面存档备份，存于）
- 拉文納研究（页面存档备份，存于）
- 天主教百科:（页面存档备份，存于）拉文納早期歷史及觀光景點